# Chidrac
Chidrac ist eine ehemalige französische Gemeinde mit 494 Einwohnern (Stand: 1. Januar 2022) im Département Puy-de-Dôme in der Region Auvergne-Rhône-Alpes (vor 2016 Auvergne). Sie gehöret zum Arrondissement Issoire. Die Einwohner werden Chidracois und Chidracoises genannt.
Der Erlass des Präfekten vom 17. Dezember 2024 legte mit Wirkung zum 1. Januar 2025 die Eingliederung von Chidrac als Commune déléguée zusammen mit der früheren Gemeinde Saint-Cirgues-sur-Couze zur Commune nouvelle Les Deux-Rives fest.

## Geografie

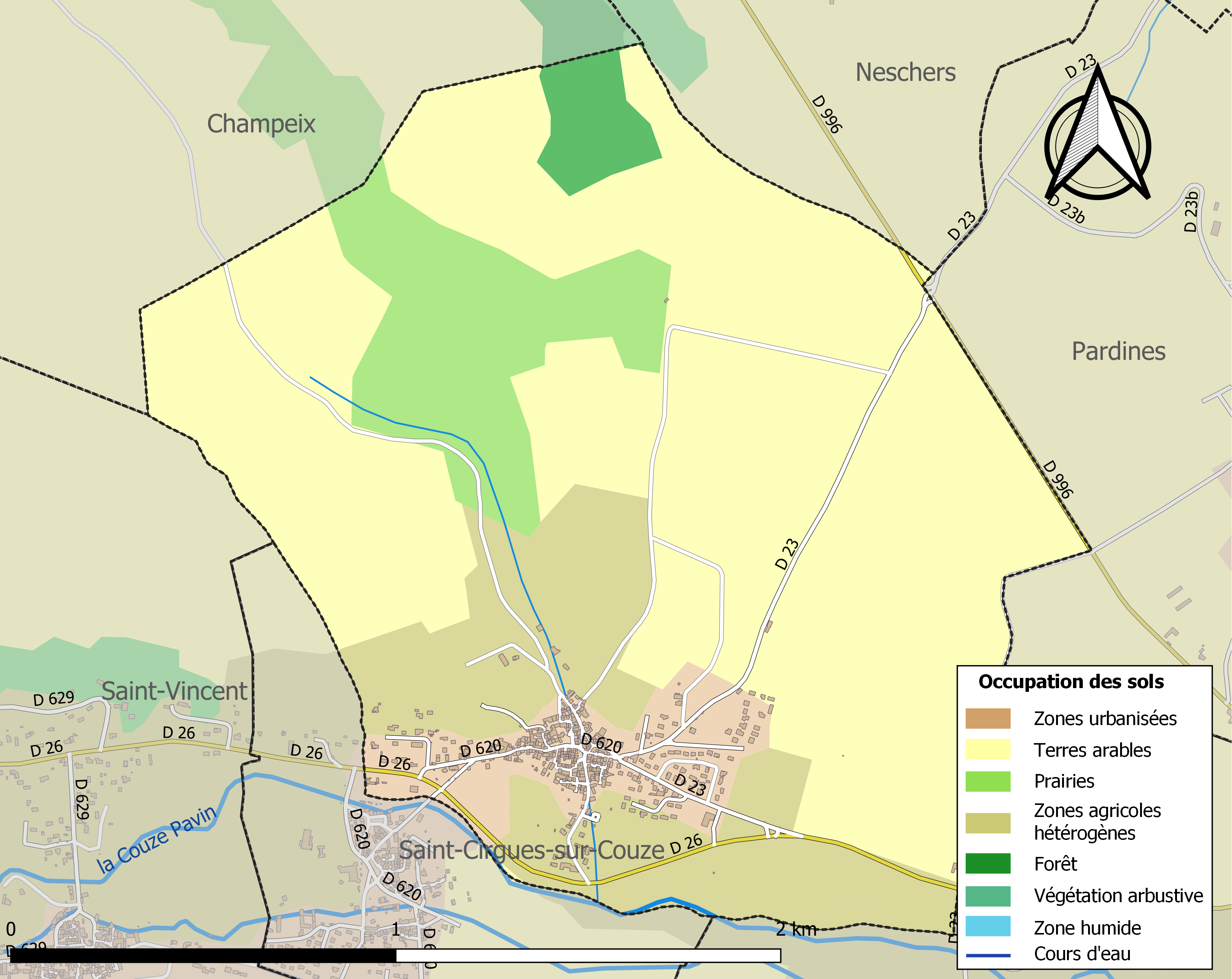
Bodennutzung, Hydrografie und Infrastruktur von Chidrac (2018)

Chidrac liegt etwa 28 Kilometer südsüdöstlich von Clermont-Ferrand in der Région naturelle der Limagne. Der Ort liegt im Einzugsgebiet der Loire an der Couze Pavin, die ihn im Süden begrenzt. Das Bodenrelief erhebt sich vom Flusstal nach Norden hin zu einer hügeligen Landschaft mit Höhen über 640 m im Norden an der Grenze zur Gemeinde Champeix. Das Zentrum liegt etwa erhöht zur Couze Pavin auf etwa 470 m, die niedrigste Erhebung des Orts wird im äußersten Südosten beim Austritt der Couze Pavin aus dem Ortsgebiet gemessen.
Teile des Gebiets von Chidrac gehören zum Natura-2000-Schutzgebiet „Pays des Couzes“ (FR8312011) und zu den ZNIEFF-Naturzonen „Coteaux de Limagne occidentale“ (830007460), „Environs de Chidrac“ (830020493) und „Pays coupés“ (830020589).
Rund 91 % der Fläche von Chidrac werden landwirtschaftlich, hauptsächlich als Kulturboden genutzt, rund 7 % entfallen auf bebaute Flächen, 2 % auf Laubwald (Stand: 2018).
Umgeben wird Chidrac von den Nachbargemeinden Champeix im Norden und Nordwesten, Neschers im Norden, Pardines im Osten und Meilhaud im Süden und Südosten, von der Commune déléguée Saint-Cirgues-sur-Couze im Süden und Südwesten sowie von der Nachbargemeinde Saint-Vincent im Westen und Südwesten.

## Geschichte
Die ersten Erwähnungen des Dorfes Chidrac stammen aus dem 11. Jahrhundert. Im Jahr 1015 wurde die Kirche von Stephan IV., dem Bischof von Clermont, dem Priorat von Sauxillanges geschenkt. Gleichzeitig traten die ersten weltlichen Seigneurs auf. Ein Bertrand de Chidrac lebte im 11. Jahrhundert, Amblard wird um 1050 erwähnt. Im Mittelalter gehörte das Land von Chidrac den Dauphins der Auvergne. Vermutlich als Reaktion auf das Klima der Unsicherheit im Zusammenhang mit dem Hundertjährigen Krieg (1337–1453) befestigten die Einwohner ein kleines Viertel abseits der Kirche. Diese Festung bestand aus kleinen Häusern, in denen Menschen im Gefahrenfall Zuflucht suchen konnten. Sie war auch in der zweiten Zeit der Unsicherheit im Zusammenhang mit den Hugenottenkriegen (1562–1598 – Unterzeichnung des Edikts von Nantes) von großem Nutzen. Während des Ancien Régime ging das mit der benachbarten Herrschaft Champeix verbundene Land Chidrac in verschiedene Familien über.

## Bevölkerungsentwicklung

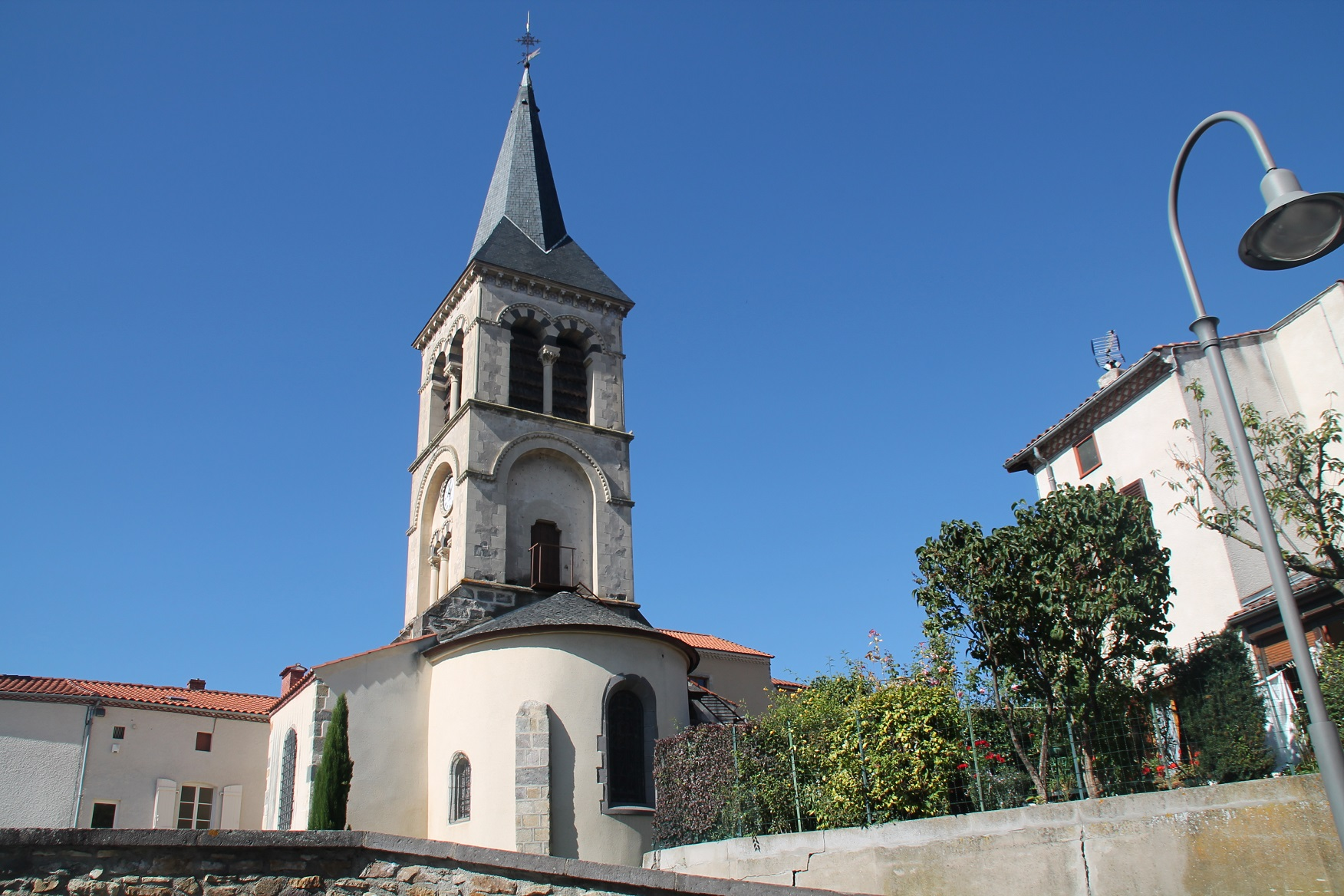
Kirche Saint-Martin

| Jahr                       | 1962 | 1968 | 1975 | 1982 | 1990 | 1999 | 2006 | 2013 | 2020 |
| -------------------------- | ---- | ---- | ---- | ---- | ---- | ---- | ---- | ---- | ---- |
| Einwohner                  | 363  | 387  | 371  | 379  | 397  | 377  | 461  | 470  | 531  |
| Quellen: Cassini und INSEE |      |      |      |      |      |      |      |      |      |

## Sehenswürdigkeiten
- Romanische Kirche Saint-Martin